# Savarna thaleban
Savarna thaleban är en spindelart som beskrevs av Huber 2005. Savarna thaleban ingår i släktet Savarna och familjen dallerspindlar.
Artens utbredningsområde är Thailand. Inga underarter finns listade i Catalogue of Life.